# Aceria zoysima
Aceria zoysima är en spindeldjursart som beskrevs av David C.M. Manson 1989. Aceria zoysima ingår i släktet Aceria och familjen Eriophyidae. Inga underarter finns listade i Catalogue of Life.